# Team NV
팀 NV (영문: Team NV)는 2020년 6월1일 창단한 대한민국의 스타크래프트 II 클럽, 프로게임단이다.

## 개요
2020년 6월 1일, 송경준(Mondo), 정재영(Percival), 정찬우(Chance)의 입단과 함께 창단하였다.
2020년 8월 1일, 이재선 (1995년)이 입단하였다.
2020년 8월 20일, 장욱이 입단하였다.
2020년 11월 30일, 조성주 (프로게이머), 장현우 (1997년), 김유진 (프로게이머)이 입단하였다.
2021년 3월 15일, 박수호 (프로게이머)가 입단하였다.
2021년 7월 11일, World Team League Summer에서 우승을 차지하였다.

## Team NV Starcraft 2 프로게임단

### 연혁: 2020년 6월 1일 ~
주장 : 이재선(Bunny, Terran)
소속 선수 (ID, 종족, (주장) 순)

이재선 (Bunny, Terran, Captain) 
조성주 (Maru, Terran)
박수호 (DRG, Zerg)
장욱 (NightMare, Protoss)
장현우 (Creator, Protoss)

이전 소속 선수

정찬우 (Chance, Protoss) : 계약 종료
정재영 (Percival, Terran) : Team GP로 이적
김유진 (sOs, Protoss) : 은퇴
송경준 (Mondo, Zerg) : 군입대

주요 성적 (개인)

이재선: 2021 GSL Season 2 3~4위, DH SC2 Masters 2021 Fall: Season Finals 3~4위
조성주: IEM Katowice 2021 3~4위, 2021 GSL Season 1 준우승, 2021 GSL Super Tournament Season 2 3~4위, DH SC2 Masters 2021 Summer: Season Finals 준우승, ASUS ROG 2021 우승
박수호: 2021 GSL Season 2 5~8위 
장현우: NeXT 2021 S1 13~16위

#### 주요 성적(팀)
World Team League 2021 Summer 우승